# Valenti
Valenti is een historisch merk van motorfietsen.
Italiaans bedrijf dat in 1978 begon met de assemblage van trial- en crossmotoren met 123- en 245 cc tweetaktmotoren. In de jaren tachtig concentreerde men zich op de bouw van 80 cc-modellen met Honda-motoren, maar er werd ook een woestijnrally-model gemaakt met een Moto Morini 500cc-motor. Later werden Suzuki-motoren ingebouwd. 